# Кордобовский, Константин Александрович
Константи́н Александро́вич Кордобовский  (26 мая 1902, Бахмач — 7 ноября 1988, Ленинград) — художник-график, педагог, искусствовед.

## Биография
Константин Александрович Кордобовский родился 26 мая 1902 года в семье врача Александра Кордобовского и Федосьи Фёдоровны Осиповой на станции Бахмач Конотопского уезда Черниговской губернии (недалеко от Гомеля).
В 1902 году семья переехала в Санкт-Петербург.
В 1910 — 1917 годы обучался в Коммерческом училище в Лесном (Санкт-Петербург).
В 1918 — 1921 годах — работал санитаром во 2-м (сыпнотифозном) Эвакогоспитале IX Красной Армии.
В 1922 — 1923 году окончил 170 Советскую единую трудовую школу Выборгского района, г. Петрограда.
В 1923 году поступил в Петроградский Политехнический институт на Экономическое отделение.
В 1924 году был отчислен из института в связи с «чисткой ВУЗов от детей интеллигенции».
В 1925 году работал художником на I Всероссийском конгрессе по борьбе с туберкулёзом (Ленинград).
В 1926 году работал воспитателем Детского дома № 146 (Ленинград).
В 1933—1936 годах работал преподавателем живописи в ИЗО-отделе детей младшего возраста в Ленинградском Доме художественного воспитания детей (ЛДХВД) на ул. Чайковского, дом 29. В 1936 году ЛДХВД был реорганизован в ленинградский Дворец Пионеров имени А. А. Жданова.
В 1936—1941 годах работал преподавателем изостудии Ленинградского Дворца пионеров.
В 1940 году поступил в Институт живописи, скульптуры и архитектуры им. И. Е. Репина на факультет Теории и истории изобразительных искусств.
С первых дней Великой Отечественной войны начал работать на эвакопункте Октябрьского вокзала, работал санитаром военного госпиталя № 116. В марте 1942 года, излечившись от дистрофии II степени, добровольно вступил в рабочий батальон, несмотря на то, что с 1925 года был освобождён от военной службы по состоянию здоровья. С 1942 года по 1945 год воевал в рядах действующей Красной Армии в составе 275-й истребительной Пушкинской Краснознамённой авиационной дивизии.
В 1946 — 1948 годах обучался и сдал экзамены экстерном в Ленинградское художественное училище (декоративно-театральное отделение).
В 1953 — 1954 годах продолжил обучение Институт живописи, скульптуры и архитектуры им. И. Е. Репина, в который поступил в 1940 году и обучался до начала Великой Отечественной войны, на факультете Теории и истории изобразительных искусств.
В 1945—1961 годах работал главным художником Ленинградского Театрального музея.
В течение 1945 года работает художником Всероссийского научно-исследовательского геологического института им. А. П. Карпинского (ВСЕГЕИ), где создал 140 работ к «Атласу пыльцевого анализа» И. М. Покровской.
В 1946 — 1968 годах работал преподавателем графики и декоративно-оформительского дела в Ленинградском художественно-графическом училище, которое называли в то время «Демидовским».
В 1957 — 1962 годах работал преподавателем ИЗО-кружка в Детском секторе Эрмитажа.
В 1969 — 1971 годах работал преподавателем композиции в Ленинградском художественном училище им. В. А. Серова (в настоящее время — Санкт-Петербургское художественное училище им. Н. К. Рериха).

…Тонкий, добрый, высококультурный человек творил такое же тонкое, несуетное, высокой культуры искусство. Как горько думать, что на нашей ярмарке тщеславия именно такие мастера, как правило, относятся куда-то на дальний план, в тень… — Б.Д. Сурис, искусствовед
В 2000 году издана первая монография о К. А. Кордобовском.
Похоронен на Богословском кладбище в Санкт-Петербурге.

## Выставки
- 1972 г. — Персональная выставка работ К. А. Кордобовского к 70-летию со дня рождения. ЛОСХ, Ленинград.
- 1989 г., октябрь — Персональная выставка работ К. А. Кордобовского, Дом писателя имени В. В. Маяковского, Санкт-Петербург.
- 2003 г., июнь — август — Персональная выставка работ К. А. Кордобовского, музей «Царскосельская коллекция»[4]
- 2003 г., декабрь — 2004 г., январь — Персональная выставка работ К. А. Кордобовского, Литературно-мемориальный музей Ф. М. Достоевского, Санкт-Петербург.
- 2004 г., 20 февраля — 20 марта — Персональная выставка работ К. А. Кордобовского. Всероссийский музей А. С. Пушкина[5], Санкт-Петербург.
- 2005 г., сентябрь — Персональная выставка работ К. А. Кордобовского. Центр искусств им. С. П. Дягилева, Санкт-Петербург.
- 2014 г., 28 января — 23 февраля — Выставка «Блокада. До и после» (Василий Калужин, Константин Кордобовский, Григорий Кацнельсон), Живопись, графика, рукописи, фотографии из коллекции Музея Анны Ахматовой в Фонтанном Доме и частных собраний. Музей Анны Ахматовой в Фонтанном Доме, Санкт-Петербург.

## Известные ученики К. Кордобовского
- Балашов, Дмитрий Михайлович[6] (1927, Ленинград — 2000, деревня Козынево, Новгородская область) — русский писатель.
- Быструшкин, Бронислав Дмитриевич (1926, Ленинград—1977, Ленинград), художник-скульптор по фарфору.
- Васильковский, Владимир Сергеевич (1921, Петроград — 2002, Санкт-Петербург) — советский архитектор, заслуженный художник Российской Федерации.
- Зазерская, Вильгельмина Дмитриевна[7] (Род. 1927, Ленинград), заслуженный деятель искусств МССР, Лауреат Государственной премии МССР, член Союза художников России.
- Захарьина, Наталья Михайловна[8] (1927, Ленинград — 1995, Санкт-Петербург), архитектор, художник.
- Егошин, Герман Павлович[9](1931, Ленинград — 2009, Санкт-Петербург) — русский советский живописец, заслуженный художник Российской Федерации.
- Копытцева, Майя Кузьминична (1924, Гагры — 2005, Санкт-Петербург) — русский советский живописец, заслуженный художник Российской Федерации.
- Костина, Анна Фёдоровна (Род. 1928, Ленинград) — российская советская художница, живописец, член Санкт-Петербургского Союза художников.
- Лукьянова, Татьяна Владимировна (1947, Берлин —2011, Санкт-Петербург), советский, российский художник живописец и график.
- Песис, Георгий Александрович (1929, Псков — 1980, Ленинград) — советский художник.
- Смирнов, Фёдор Иванович[10] (1923, Кимры—1988, Ленинград), русский советский живописец, заслуженный художник Российской Федерации.
- Соколов, Алексей Константинович (1922, Ленинград — 2001, Санкт-Петербург) — русский советский живописец и педагог, Заслуженный деятель искусств Российской Федерации, профессор института живописи, скульптуры и архитектуры им. И. Е. Репина, член Санкт-Петербургского Союза художников.
- Эпштейн, Соломон Борисович (Род. 1925, Витебск), живописец.
- Ястребенецкий, Григорий Данилович[11] (Род. 1923, Баку), народный художник Российской Федерации, заслуженный деятель культуры Польши, член-корреспондент Российской академии художеств.